# Cleora acutiorata
Cleora acutiorata är en fjärilsart som beskrevs av Fletcher 1953. Cleora acutiorata ingår i släktet Cleora och familjen mätare. Inga underarter finns listade i Catalogue of Life.